# Southbury
Southbury es un pueblo ubicado en el condado de New Haven en el estado estadounidense de Connecticut. En el año 2005 tenía una población de 19,677 habitantes y una densidad poblacional de 194 personas por km².

## Geografía
Ashford se encuentra ubicado en las coordenadas 41°28′25″N 73°14′03″O / 41.47361, -73.23417.

## Demografía
Según la Oficina del Censo en 2000 los ingresos medios por hogar en la localidad eran de $61,919 y los ingresos medios por familia eran $81,109. Los hombres tenían unos ingresos medios de $87,365 frente a los $68,657 para las mujeres. La renta per cápita para la localidad era de $62,731. Alrededor del 4.9% de la población estaban por debajo del umbral de pobreza.